# Jiří Štoček
Jiří Štoček (* 10. Mai 1977) ist ein tschechischer Schachspieler.

## Leben
Nach seinem Studium der Astronomie ist Jiří Štoček seit 2003 Schachprofi. Er ist mit der slowakischen Schachspielerin Zuzana Hagarová verheiratet.

## Erfolge
Bei der ersten U18-Jugendeuropameisterschaft in Chania auf Kreta 1994 wurde er geteilter Zweiter hinter Robert Kempiński. Im selben Jahr gewann er ein First Saturday IM-B-Turnier in Budapest mit 9 Punkten aus 10 Spielen. 1997 gewann er ein Turnier in Pilsen und im Dezember 2001 ein GM-Turnier in Přerov. Im September 2003 gewann er die Offene Slowakische Meisterschaft der Tatry in Tatranske Zruby, im September 2004 gewann er erneut das Tatry Open in Tatranske Zruby.
Bei tschechischen Einzelmeisterschaften konnte er fünfmal Medaillenplätze erreichen: 2003 in Luhačovice wurde er Dritter, 2004 und 2005, jeweils in Karlsbad, wurde er Zweiter. 2008 in Havlíčkův Brod wurde er erneut Zweiter. Im Mai 2011 in Pardubice gewann er die tschechische Einzelmeisterschaft zum ersten Mal.
Mit der tschechischen Nationalmannschaft nahm er an den Schacholympiaden 2004, 2008 und 2012 am ersten Reservebrett teil. Bei den Mannschaftseuropameisterschaften 2003, 2005 und 2011 spielte er jeweils am vierten Brett, 2013 am Reservebrett. Außerdem nahm er am Mitropa-Cup 2005 am Spitzenbrett teil.
In Deutschland spielte er für den SC Bann, zuerst in der Saison 2004/05 in der 2. Liga Süd, dann nach dem Aufstieg in der Saison 2006/07 in der 1. Bundesliga, nach dem sofortigen Wiederabstieg erneut in der 2. Liga Süd. Zur Saison 2011/12 wechselte er zum SC Garching in die 2. Liga Ost. Nach dem Abstieg der Garchinger im Jahr 2021 wechselte er zum SC Bavaria Regensburg von 1881, welcher 2021 in die 2. Liga Ost aufstieg. Er spielt auch in tschechischen (von 1994 bis 1998 und von 1999 bis 2006 für Sokol Plzeň, in der Saison 1998/99 für den ŠK Sokol Kolín, in der Saison 2006/07 für den Meister RC Sport Pardubice, von 2007 bis 2011 für den Novoborský ŠK, mit dem er 2008, 2010 und 2011 tschechischer Mannschaftsmeister wurde und dreimal am European Club Cup teilnahm, von 2011 bis 2018 für Výstaviště Lysá nad Labem, in der Saison 2018/19 erneut für Pardubice und seit 2019 für Moravská Slavia Brno), slowakischen (2001 bis 2007 für den ŠK Hydina Košice und seit 2007 für TJ Slávia Košice, mit dem er 2008 und 2012 die Extraliga gewann), griechischen und österreichischen (seit 2009 für den SK Lackenbach) Ligen.
Den Titel Schachgroßmeister erhielt er 1998 von der FIDE.